# Regering-Van de Weyer
De regering-Van de Weyer (30 juli 1845 - 31 maart 1846) was een Belgische unionistische regering. Ze volgde de regering-Nothomb I op en werd opgevolgd door de regering-De Theux de Meylandt II. Deze regering werd alleen gevormd om koning Leopold I een plezier te doen.

## Verloop
Nadat de unionistische regering-Nothomb - na tegenvallende verkiezingsresultaten eind juni 1845 - ontslag nam, vond koning Leopold I niemand die bereid was om een nieuwe unionistische regering te vormen. Eerst vroeg de koning aan de liberale leider Charles Rogier om een unionistische regering te vormen, maar Rogier weigerde. Vervolgens vroeg de koning aan de liberale Sylvain Van de Weyer, ambassadeur in Londen, om een unionistische regering te vormen.
Van de Weyer aanvaardde het op 27 juli 1845, tegen zijn zin, om een regering te vormen en was op 30 juli klaar met zijn opdracht. Het was de bedoeling dat hij de schoolwet van 1842 voor het lager onderwijs ook zou doorvoeren voor het secundair onderwijs, maar dit mislukte omdat de katholieken en de liberalen niet tot een akkoord geraakten. Bijgevolg nam Van de Weyer op 2 maart 1846 ontslag als voorzitter van de ministerraad.

## Samenstelling
De regering telde aanvankelijk acht ministers.
| Ambtsbekleder              | Ambtsbekleder                    | Ambtsbekleder                             | Functie                     | Termijn                         | Partij                       |
| -------------------------- | -------------------------------- | ----------------------------------------- | --------------------------- | ------------------------------- | ---------------------------- |
|                            |                                  | Sylvain Van de Weyer (1802-1874)          | Minister Binnenlandse Zaken | 30 juli 1845 - 31 maart 1846    | extraparlementair (liberaal) |
|                            |                                  | Jules Joseph d'Anethan (1803-1888)        | Minister Justitie           | 30 juli 1845 - 31 maart 1846    | Katholiek                    |
| Minister ad interim Oorlog | 27 februari 1846 - 31 maart 1846 | Jules Joseph d'Anethan (1803-1888)        |                             |                                 | Katholiek                    |
|                            |                                  | Adolphe Dechamps (1807-1875)              | Minister Buitenlandse Zaken | 30 juli 1845 - 31 maart 1846    | Katholiek                    |
|                            |                                  | Jules Malou (1810-1886)                   | Minister Financiën          | 30 juli 1845 - 31 maart 1846    | Katholiek                    |
|                            |                                  | Pierre Dupont (1795-1878)                 | Minister Oorlog             | 30 juli 1845 - 27 februari 1846 | extraparlementair            |
|                            |                                  | Constant-Ernest d'Hoffschmidt (1804-1873) | Minister Openbare Werken    | 30 juli 1845 - 31 maart 1846    | Liberaal                     |
|                            |                                  | Felix de Mûelenaere (1793-1862)           | Lid van de Ministerraad     | 30 juli 1845 - 31 maart 1846    | Katholiek                    |
|                            |                                  | Edouard d'Huart (1800-1884)               | Lid van de Ministerraad     | 30 juli 1845 - 31 maart 1846    | Katholiek                    |

### Herschikkingen
- Op 27 februari 1846 neemt Pierre Dupont ontslag als minister van Oorlog en wordt opgevolgd door Jules Joseph d'Anethan.